# Michelob Ultra Arena

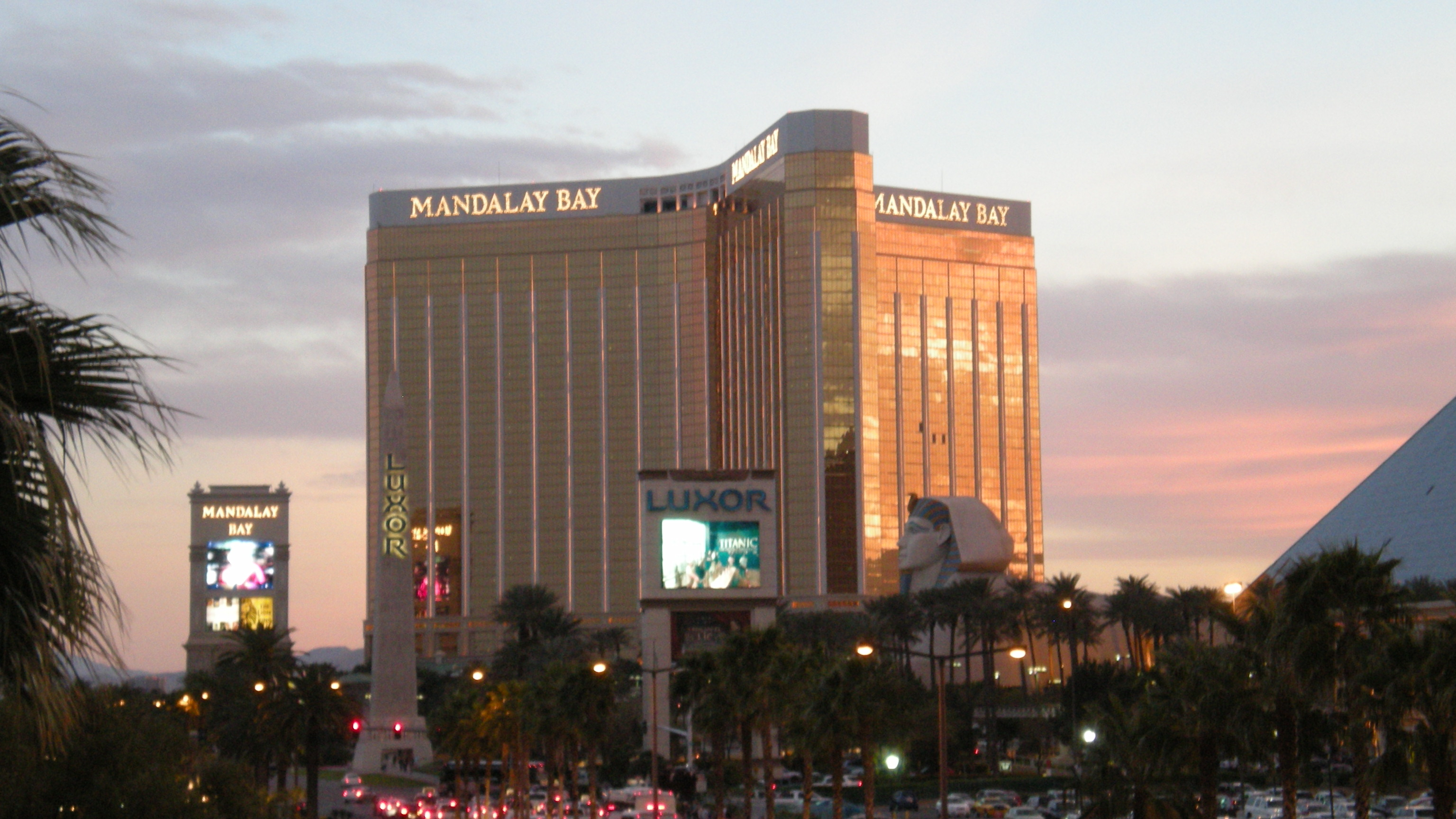
Mandalay Bay en 2010

Le Michelob Ultra Arena est une salle omnisports situé à côté du Mandalay Bay à Las Vegas, dans le Nevada. Sa capacité est de 12 000 places. Elle accueille surtout des concerts et des combats de boxe.
La salle appartient et est exploité par MGM Resorts International et a été ouverte le 10 avril 1999.
Depuis la saison WNBA 2018, elle accueille l'ancienne franchise des Stars de San Antonio devenue les Aces de Las Vegas. 

## Événements
De nombreux artistes se sont produits dans cette salle, tels que Michael Jackson, Scorpions, Britney Spears, Rihanna, Taylor Swift, The Black Eyed Peas, Ariana Grande, Kelly Clarckson, Kiss...
| Date    | Pays      | Artiste   | Tournée         | Première Partie | Présence | Revenus |
| 1999    | 1999      | 1999      | 1999            | 1999            | 1999     | 1999    |
| ------- | --------- | --------- | --------------- | --------------- | -------- | ------- |
| 11 août | Allemagne | Scorpions | Eye to Eye Tour | Mötley Crüe     |          |         |
|         |           |           |                 |                 |          |         |